# غاري كوكس
غاري كوكس (بالإنجليزية: Gary Cox)‏ هو فيلسوف بريطاني، ولد في 1964 في إنجلترا في المملكة المتحدة.